# پائولو جاملی
پائولو جاملی (به پرتغالی: Paulo Roberto Jamelli Júnior) مهاجم اهل برزیل است که در شهر سائوپائولو و در تاریخ ۲۲ ژوئیهٔ ۱۹۷۴ به دنیا آمده‌است.
پائولو جاملی در تیم‌های فوتبال سائوپائولو سابقهٔ حضور دارد.